# Basename
basename er et standard UNIX computerprogram. Når basename gives et stinavn, vil det returnerer frs den sidste skråstregstegn ('/') og til slut af stinavnet. basename er beskrevet i Single UNIX Specification og anvendes primært i skal-scripts.

## Anvendelse
Single UNIX Specification specifikationen for basename er:
```
basename string [suffix]
```

string
Et stinavn
suffix
hvis specificeret, vil basename også udelade suffix.

## Eksempel
```
$ basename /home/jsmith/base.wiki 
base.wiki
```

```
$ basename /home/jsmith/base.wiki .wiki
base
```